# Monarchie antiguayenne
La monarchie antiguayenne est le régime politique en vigueur à Antigua-et-Barbuda, dont le chef d'État est un monarque désigné selon le principe héréditaire. L'actuel monarque d'Antigua-et-Barbuda est le roi Charles III, qui règne depuis le 8 septembre 2022. En tant que tel, il occupe de jure la position de chef de l'État et détient quelques pouvoirs qui lui sont propres. Cependant, comme le monarque demeure au Royaume-Uni, il délègue ses fonctions à un gouverneur général (actuellement Sir Rodney Williams, depuis le 14 août 2014), considéré comme le chef de l'État de facto.
Antigua-et-Barbuda est l'un des quinze royaumes du Commonwealth qui reconnaissent comme monarque le souverain britannique, actuellement le roi Charles III. Les monarchies du Royaume-Uni et d'Antigua-et-Barbuda sont toutefois juridiquement distinctes, chacun de ces deux États souverains possédant son propre gouvernement. Le roi est le seul membre de la famille royale à avoir un rôle constitutionnel ; lui, son fils aîné, le prince William, et les autres membres de la famille royale assument diverses fonctions cérémonielles publiques à Antigua-et-Barbuda et à l'étranger.

## Aspects internationaux et nationaux

### Royaume du Commonwealth
Quinze pays du Commonwealth des Nations, qui compte 56 membres, sont connus sous le nom de royaumes du Commonwealth. Antigua-et-Barbuda est l'un d'entre eux. Bien qu'ils partagent la même personne comme chef d'État, chacun de ces royaumes est souverain et indépendant des autres ; la monarchie antiguayenne a donc un caractère à la fois distinct et partagé.
Antigua-et-Barbuda est une monarchie constitutionnelle similaire aux autres royaumes du Commonwealth. Le monarque ne réside pas dans le pays. Il est représenté par le gouverneur général d'Antigua-et-Barbuda, nommé par lui sur l'avis du Premier ministre, qui accomplit la plupart de ses fonctions. La Constitution d'Antigua-et-Barbuda est adoptée par décret (1981 no 1106), en vertu du West Indies Act 1967. Elle est entrée en vigueur le 31 octobre 1981.
À la suite de la mort de la reine Élisabeth II, le Premier ministre Gaston Browne déclare en septembre 2022 qu'il envisage d'organiser un référendum dans les trois ans sur la possibilité que le pays devienne une république.

### Titre du roi
Charles III possède officiellement un titre différent dans chacun de ses royaumes. Le titre du roi à Antigua-et-Barbuda est le suivant :
« Charles the Third, by the Grace of God, King of Antigua and Barbuda and of His other Realms and Territories, Head of the Commonwealth. »
« Charles Trois, par la grâce de Dieu, roi d'Antigua-et-Barbuda et de ses autres royaumes et territoires, chef du Commonwealth. »

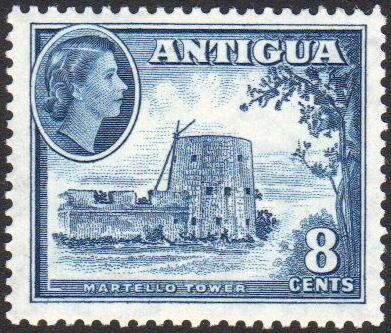
Timbre antiguayen représentant la reine Élisabeth II, à l'occasion de son couronnement en 1953.

Ce titre souligne le statut d'Antigua-et-Barbuda en tant que monarchie indépendante ainsi que l'aspect partagé de la Couronne dans tous les royaumes, en mentionnant Antigua-et-Barbuda séparément des autres royaumes du Commonwealth. En règle générale, le roi est appelé « roi d'Antigua-et-Barbuda » lorsqu'il se trouve à Antigua-et-Barbuda ou lorsqu'il représente le pays à l'étranger.

### Succession au trône

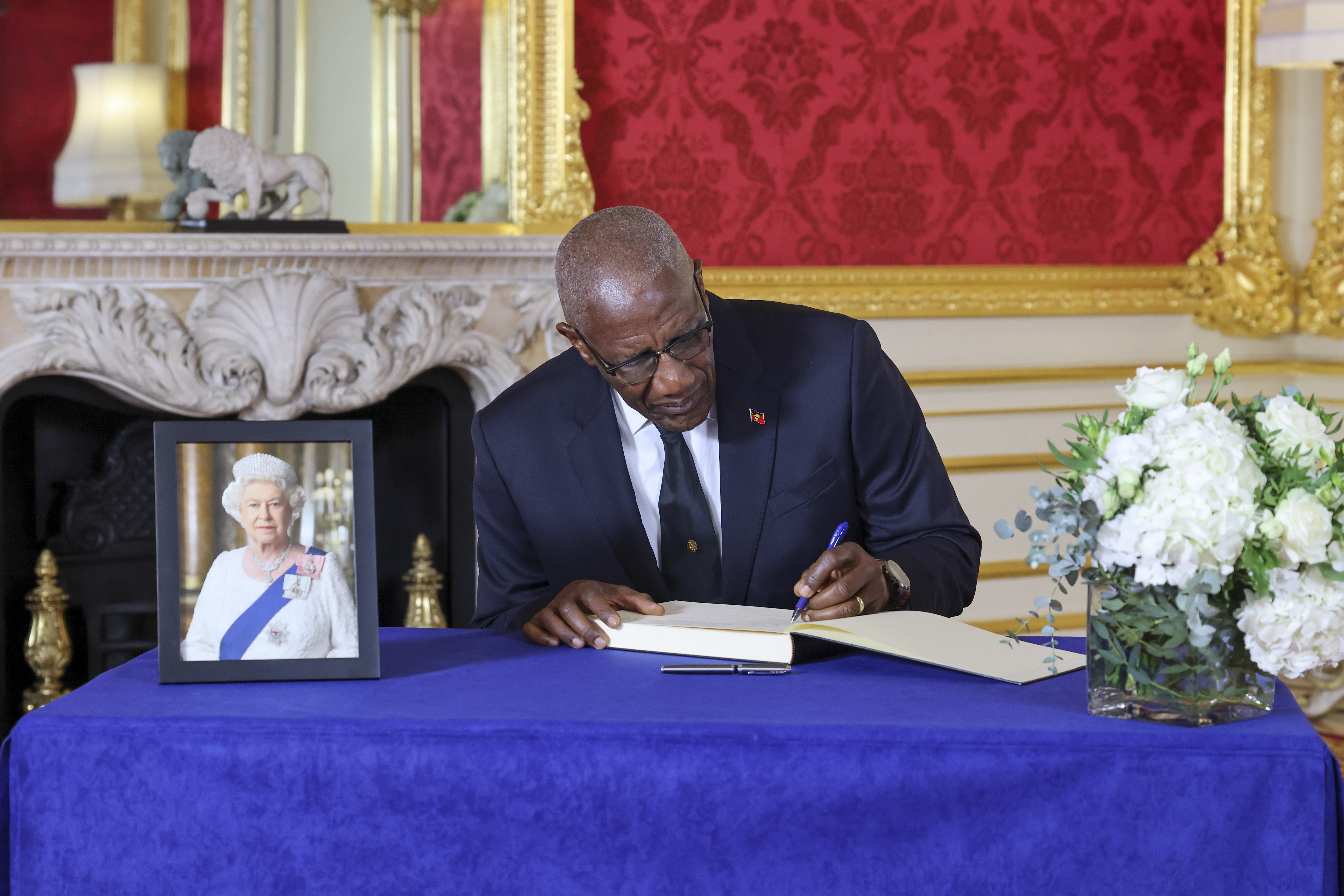
Le gouverneur général Sir Rodney Williams signant à Lancaster House le livre de condoléances après la mort de la reine Élisabeth II (2022).

La succession au trône suit la primogéniture absolue, conformément aux dispositions de l'Acte de succession à la Couronne (2013) ainsi que de l'Acte d'Établissement (1701) et de la Déclaration des droits (1689). Ces textes, bien que votés à l'origine par le Parlement du Royaume-Uni, font partie du droit constitutionnel d'Antigua-et-Barbuda. L'héritier du trône britannique héritera donc également du trône antiguayen. L'héritier actuel est le prince William, qui devrait devenir roi d'Antigua-et-Barbuda à la mort de son père.

## Personnification de l'État
En tant qu'incarnation vivante de la Couronne, le souverain est considéré comme la personnification, ou la personnalité juridique, de l'État. En ce sens, l'État est désigné sous le nom de « Sa Majesté le Roi du chef d'Antigua-et-Barbuda » (en anglais : His Majesty The King in Right of Antigua and Barbuda). Si une action en justice est intentée contre le gouvernement, par exemple, le défendeur sera officiellement décrit comme tel. Le monarque en tant qu'individu ne joue pas plus de rôle dans une telle affaire que dans toute autre affaire du gouvernement. En outre, le serment d'allégeance se rapporte au monarque en tant qu'incarnation d'Antigua-et-Barbuda.

## Liste des monarques antiguayens
| No | Portrait     | Nom                                             | Début de règne    | Fin de règne     |
| -- | ------------ | ----------------------------------------------- | ----------------- | ---------------- |
| 1  | Élisabeth II | Élisabeth II (21 avril 1926 – 8 septembre 2022) | 1er novembre 1981 | 8 septembre 2022 |
| 2  | Charles III  | Charles III (né le 14 novembre 1948)            | 8 septembre 2022  | En cours         |

## Visites royales
Élisabeth II et son époux le duc d'Édimbourg visitent Antigua-et-Barbuda dans leur tournée des Caraïbes en 1966 et dans la tournée du jubilé d'argent en octobre 1977. La reine se rend à nouveau dans l'archipel en 1985. Le comte de Wessex inaugure le nouveau Parlement d'Antigua-et-Barbuda à l'occasion du 25e anniversaire de l'indépendance du pays le 30 octobre 2006, en lisant un message de sa mère, la reine Élisabeth II. Le duc d'York visite Antigua-et-Barbuda en janvier 2001.